# Classe Commandant Rivière
La classe Commandant Rivière est une série de 9 bâtiments légers, construite pour la Marine nationale française entre 1958 et 1964 à l'arsenal de Lorient, du nom de l'unité tête de série, qui honore le capitaine de vaisseau Henri Rivière.

## Service

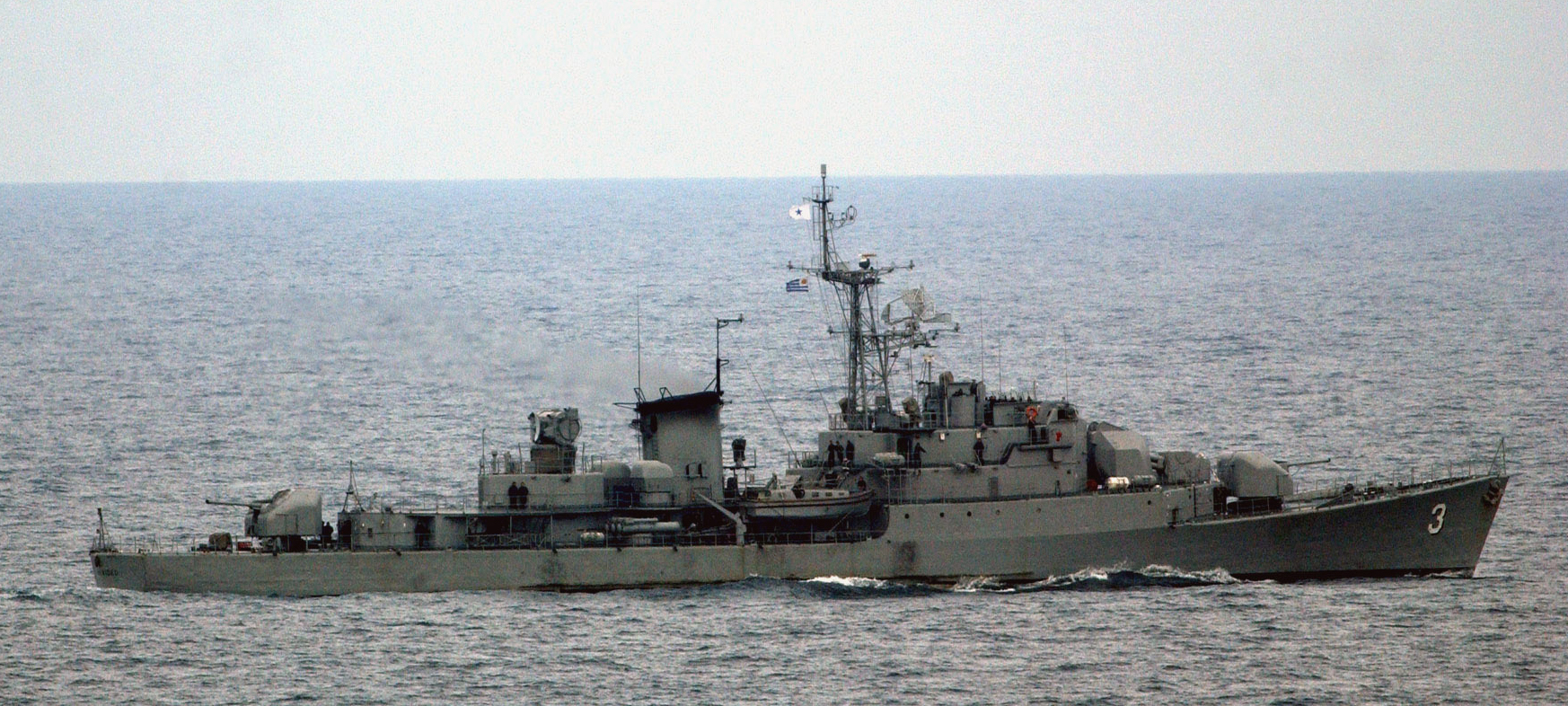
La frégate Montevideo, anciennement Amiral Charner en service en Uruguay de 1991 à 2008.

Pour leur tonnage, ces 9 avisos escorteurs (initialement appelés "escorteurs de l'Union Française") possèdent un armement et des moyens de détection (veille surface et ASM) importants. 
En temps de paix, leur mission était d'assurer la présence et la souveraineté de la France dans ses départements et territoires d'outre-mer. En temps de guerre, ils devaient escorter les convois de navires de commerce, principalement contre les sous-marins.

## Conception
Ces bâtiments disposaient d'une capacité de logement pour une haute autorité et son état-major (Gouverneur de Territoire d'Outre-mer, ou officier général) ou pour une haute personnalité, pour un détachement militaire de 84 hommes (pour une courte durée), compagnie d'infanterie ou commando, et de deux engins de débarquement de type LCPS, faisant partie de la drome de l'unité et pouvant transporter 25 hommes chacun.
Conçus pour naviguer outre-mer, les avisos escorteurs étaient entièrement climatisés, d'où un confort apprécié, ce qui était loin d'être le cas pour les autres bâtiments contemporains de la Marine nationale.   
Une affectation sur un aviso escorteur était un embarquement recherché par les marins car c'était la garantie de faire campagne outre-mer et de « voir du pays ». 
Quatre autres unités similaires ont été construites aux Ateliers et Chantiers de Bretagne (ACB) à Nantes pour la marine portugaise sous le nom de classe João Belo.
Toutes les unités françaises ont été déclassées au milieu des années 1990. Trois bâtiments ont été vendus à la marine nationale d'Uruguay.
En 1984, le Commandant Rivière subit une refonte pour devenir un bâtiment d'expérimentation. Il ne conservera qu'une seule plateforme triple de tubes lance-torpilles anti-sous-marines de 550 mm et tout le reste de l'armement fut débarqué, remplacé par un unique canon antiaérien de 40 mm et deux mitrailleuses de 12,7 mm.

Esquisse de la classe Commandant Rivière d'origine avec ses trois tourelles de 100 mm.

## Électronique
- 1 radar de veille air DRBV22A
- 1 radar de veille combinée (surface et air) DRBV50 (ultérieurement remplacé par le suivant, ci-après)
- 1 radar de navigation Decca 1226 (en remplacement du DRBV50)
- 1 radar de conduite de tir DRBC32C
- 1 sonar panoramique MF AN/SQS17 ; 1 sonar d'attaque HF DUBA 3 A
- 1 détecteur de radar ARBR10

## Armement
- 3 puis 2 tourelles antiaériennes (2 sur le Balny) de 100 mm modèle 1953
- 2 canons antiaériens 40L60 Bofors 40 mm[4] ou 2 affûts de 30 mm antiaériens
- 1 mortier quadruple anti-sous-marin de 305 mm[5]
- 6 tubes lance-torpilles de 550 mm L3[6]
- 4 missiles Exocet MM38[7] à la place de la tourelle n`2

## Propulsion
D'une puissance de 16 000 cv, leur vitesse maximum en service était de 26,5 nœuds (49 km/h). 
Sept des neuf unités de cette série étaient propulsées par 4 moteurs Diesel SEMT Pielstick PC12 de 4 000 cv chacun.
Deux autres (le Commandant Bory et le Balny) avaient des machines différentes.
- Le Commandant Bory était propulsé par 16 générateurs à piston libre Sigma Pescara alimentant 2 turbines à gaz. Cette propulsion fragile, au fonctionnement désastreux, a été remplacée lors d'une refonte par 4 moteurs Diesel SEMT Pielstick PC12 de 4000 CV chacun.
- La propulsion du Balny de type Combined diesel and gas était expérimentale. Elle associait une turbine à gaz et 2 moteurs Diesel. Le Balny n'avait qu'une seule hélice mais à pas variable.

## Unités
| Nom                        | Budget (année) | Indicatif visuel | Lancement        | Service effectif | Campagne                                                             | Fin de service | Destination |
| -------------------------- | -------------- | ---------------- | ---------------- | ---------------- | -------------------------------------------------------------------- | -------------- | --- |
| Commandant Rivière         | 1955           | F733             | 11 octobre 1958  | 4 décembre 1962  | 1984 : bâtiment d'expérimentation                                    | 1992           | Brise-lame à Saint-Mandrier (1993-2009) ; Attente de démantèlement à Toulon (2009-2014) ; Démantelé à Gand (2015). |
| Victor Schœlcher           | 1956           | F725             | 11 octobre 1958  | 15 octobre 1962  | Centre d'expérimentation du Pacifique Océan indien Guerre Iran-Irak  | 1988           | Vendu à l'Uruguay. General Artiga (1988-2005)                                                                      |
| Commandant Bory            | 1956           | F726             | 11 octobre 1958  | 5 mars 1964      | Outremer                                                             | 1996           | Brise-lame à Brest ; Coulé comme cible (2004).                                                                     |
| Amiral Charner             | 1956           | F727             | 12 mars 1960     | 14 décembre 1962 | Océan Pacifique Océan Indien                                         | 1990           | Vendu à l'Uruguay. Montevideo (1991-2008)                                                                          |
| Commandant Bourdais        | 1956           | F740             | 15 avril 1961    | 10 mars 1963     | Atlantique nord-Canada Terres Australes et antarctiques Océan Indien | 1990           | Vendu à l'Uruguay. ROU Uruguay (1990-2008)                                                                         |
| Doudart de Lagrée          | 1956           | F728             | 15 avril 1961    | 1er mai 1963     | Océan Pacifique Océan Indien                                         | 1991           | Désarmé en 1992 (coque Q686) et brise-lame à Brest de 1994 à 1999. Coulé comme cible le 29 novembre 1999           |
| Balny                      | 1956           | F729             | 17 mars 1962     | 1er février 1970 | Polynésie-Pacifique Irak-Koweït                                      | 1994           | Brise-lame à Lanvéoc-Poulmic ; Coulé comme cible (2003).                                                           |
| Protet                     | 1957           | F748             | 8 décembre 1962  | 1er mai 1964     | Océan Pacifique Océan Indien Iran-Irak                               | 1992           | Coulé au large de Toulon (2001).                                                                                   |
| Enseigne de vaisseau Henry | 1957           | F749             | 14 décembre 1963 | 1er janvier 1965 | Polynésie Conserve de la Jeanne d'Arc                                | 1996           | Brise-lame à Brest (1996-2006) ; Cimetière de Landévennec (2006-2015) ; Démantelé à Gand (2016).                   |